# Vinö (herrgård)
Vinö  var en herrgård och tidigare säteri i Lofta socken, Tjust, Småland.Den uppfördes omkring 1790 av häradshövdingen i Norra och Södra Tjust, lagmannen Lars Axel Lindblom adlad  Liljenstolpe (1743-1806). Byggnaden var reveterad i två våningar och uppförd i gustaviansk stil med 1840 tillbyggda s.k. pocher vid gavlarna. Den hade ett betydande kulturhistoriskt värde, men totalförstördes av brand den 15 september 1938. Säteriet ägdes och beboddes då av häradshövdingen i Norra och Södra Tjust Albert Nordström. Byggnaden har inte återuppförts.